# Луций Сергий Фидена
Вижте пояснителната страница за други личности с името Луций Сергий Фидена.
Луций Сергий Фидена (на латински: Lucius Sergius Fidenas) e два пъти консул на Римската република и три пъти военен трибун.
Произлиза от патрицианската фамилия Сергии. През 437 пр.н.е. той става за пръв път консул заедно с Марк Геганий Мацерин. Градовете Фидена и Вейи водят войни с Рим. През 433 пр.н.е. той е за пръв път консулски военен трибун.
През 429 пр.н.е. е консул за втори път заедно с Хост Лукреций Триципитин, а през 424 пр.н.е. и 418 пр.н.е. той е отново консулски военен трибун.